# Семкино (Рязанская область)
Сёмкино — село в Рязанском районе Рязанской области. Входит в Мурминское сельское поселение.

## География
Находится в центральной части Рязанской области на расстоянии приблизительно 25 км на восток-юго-восток по прямой от вокзала станции Рязань I на левобережье Оки.

## История
На карте 1797 года Сёмкино (тогда Семкина) уже было показано. На карте 1850 года показана как поселение с 119 дворами. В 1859 году здесь (тогда деревня Рязанского уезда Рязанской губернии) было учтено 126 дворов, в 1897—178. В 1905 была построена Казанская церковь (не сохранилась).

## Население
Численность населения: 1164 человека (1859 год), 1181 (1897), 77 в 2002 году (русские 99 %), 94 в 2010.